# Ex vivo
Ex vivo (łac. dosłownie „z istoty żywej”, używane w znaczeniu „pozaustrojowo”) – ogólne określenie technik biomedycznych polegających na pobraniu z żywego organizmu narządu, tkanki lub komórek i przeprowadzeniu zabiegu, badań lub doświadczeń poza tym organizmem.
W przypadku transplantacji pobrany materiał biologiczny pozostaje cały czas żywotny (ang. viable) i może zostać umieszczony w organizmie biorcy.